# 4581 Asclepius
4581 Asclepius eller 1989 FC är en asteroid i huvudbältet som upptäcktes den 31 mars 1989 av de båda amerikanska astronomerna Norman G. Thomas och Henry E. Holt vid Palomar-observatoriet. Den är uppkallad efter Asklepios i den grekiska mytologin .
Den tillhör asteroidgruppen Apollo.